# Ottelia muricata
Ottelia muricata là một loài thực vật có hoa trong họ Hydrocharitaceae. Loài này được (C.H.Wright) Dandy mô tả khoa học đầu tiên năm 1934.